# Elbow Lake (Becker County)
Elbow Lake is een plaats (census-designated place) in de Amerikaanse staat Minnesota, en valt bestuurlijk gezien onder Becker County en Clearwater County.

## Demografie
Bij de volkstelling in 2000 werd het aantal inwoners vastgesteld op 104.

## Geografie
Volgens het United States Census Bureau beslaat de plaats een oppervlakte van
3,1 km², geheel bestaande uit land.

## Plaatsen in de nabije omgeving
De onderstaande figuur toont nabijgelegen plaatsen in een straal van 32 km rond Elbow Lake.